# Тераучі Кен
Тераучі Кен (7 серпня 1980) — японський стрибун у воду.
Учасник Олімпійських Ігор 1996, 2000, 2004, 2008, 2016, 2020 років.
Призер Чемпіонату світу з водних видів спорту 2001 року.
Призер Азійських ігор 2006, 2018 років.